# 城邦 (阿兹特克)

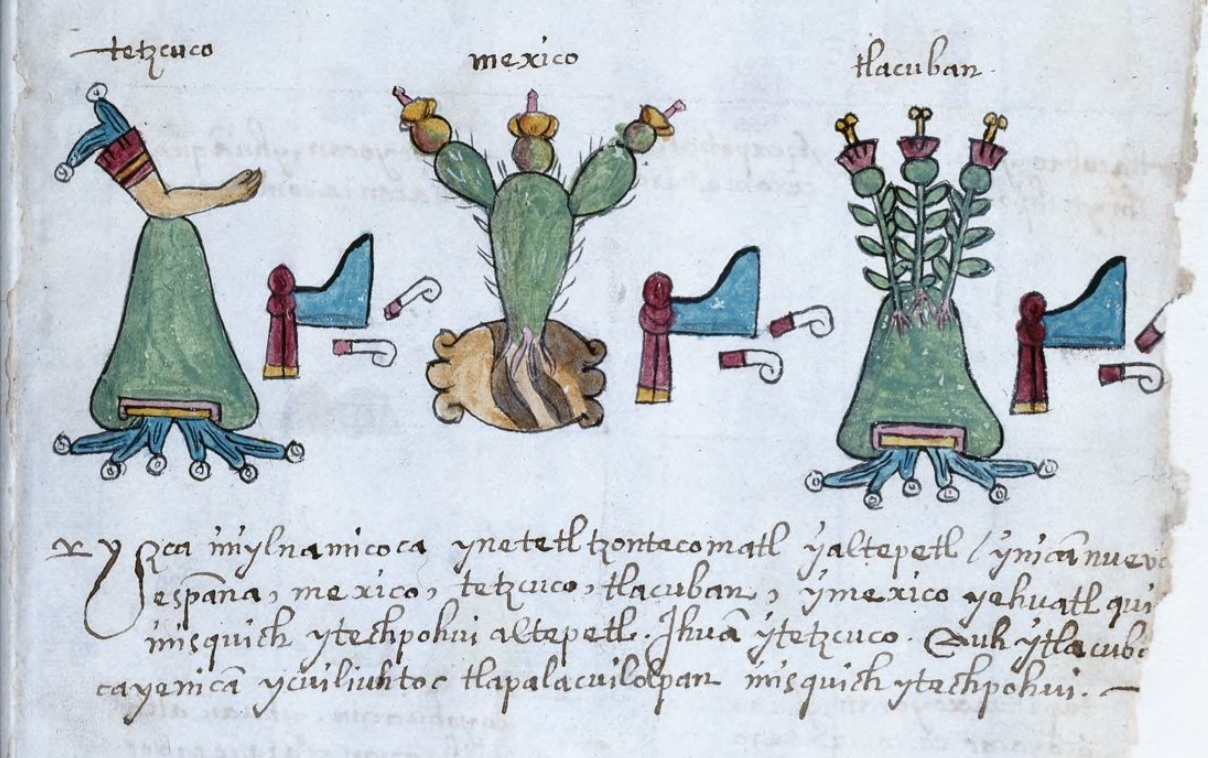
表示阿兹特克帝国三个组成部分——特斯科科、特诺奇蒂特兰、特拉科潘三座城邦的象形文字。

城邦（[aːɬ.ˈté.peːtɬ]，意为“水岭”）是前哥伦布时期与西班牙征服时期，阿兹特克文明的政治实体。通常，其划分基于地区与族群。在英语中，āltepētl与city-state（其意也为城邦）等同。
纳瓦特尔语学者利萨·索萨、斯塔福德·普尔与詹姆斯·洛克哈特称：

将某个区域或整个世界的人民，设想为城邦形态的集合，并经常以其语言中的专有名词强调之，此为典型的纳瓦式思想。

较之英语中的词语“城邦（city-state）”，他们更认同纳瓦特尔语中城邦的表述。很多关于瓜达卢佩圣母的文献常用“āltepētl”表示墨西哥城（Ciudad de México），但这与其本意是不相称的。
玛雅文明中的“cah”和米斯特克文明的“ñuu”之概念与其相似。

## 例子
- 阿斯卡波特萨尔科
- 查尔科（英语：Chalco (altepetl)）
- 库瓦坎（英语：Culhuacán (altepetl)）
- 埃卡特佩克
- 维齐洛波奇科
- 奥科特洛尔科
- 奥托潘（英语：Otompan）
- 特斯科科
- 蒂萨特兰
- 特拉特洛尔科
- 特拉斯卡拉王国

## 引注
1. ↑  Smith 1997 p. 37
2. ↑  Sousa et al. 1998, p. 36